# Samodzielna Kompania Czołgów R-35
Samodzielna Kompania Czołgów R-35 – pododdział czołgów Wojska Polskiego w II Rzeczypospolitej, improwizowany w trakcie kampanii wrześniowej.

## Skcz R-35 w kampanii wrześniowej
Pododdział zorganizowany został w dniach 14–15 września 1939 r. w Kiwercach z pozostałości 12 batalionu pancernego i Ośrodka Zapasowego Broni Pancernych nr 1, ewakuowanego z Warszawy. Dowództwo pododdziału nazwanego półkompanią objął por. Józef Jakubowicz.
Na uzbrojeniu kompanii znalazły się trzy z czterech czołgów Renault R-35 12 batalionu pancernego oraz trzy czołgi Hotchkiss H-35 z Biura Badań Technicznych Broni Pancernej. Pozostałe dwa czołgi R-35 z Łucka nie nadawały się do eksploatacji, wg innych autorów jeden, który został wysadzony po wymarszu z Łucka. Z czołgów tych utworzono dwa plutony. Załogi obsadzono podchorążymi Szkoły Podchorążych Broni Pancernych z Modlina. Ponadto zorganizowano drużynę techniczno-gospodarczą, która posiadała 4 samochody osobowe, 5 samochodów ciężarowych, jedną cysternę przerobioną z polewaczki i 3 motocykle.
16 września kompania podporządkowana została gen. bryg. Stefanowi Strzemieńskiemu, dowódcy Grupy „Dubno”. Według innych źródeł półkompania por. Jakubowicza stanowiła straż tylną Zgrupowania „Łuck” gen. Piotra Skuratowicza. W dniach 17–19 września pododdział przemieścił się przez Horochów i Radziechów do Buska. 19 września wraz z ułanami oczyścił miejscowość Krasne z ukraińskich nacjonalistów. Tego samego dnia w pobliżu Buska stoczył walkę z sowieckim oddziałem pancerno-motorowym. W walce tej stracono jeden czołg wraz z załogą, a drugi w Busku z uwagi na uszkodzenia. Tego samego dnia w lasach za Buskiem półkompania stoczyła walkę z piechotą sowiecką i dywersantami. Drugi czołg spalono z powodu zużycia i braku części zamiennych. 19/20 września półkompania kwaterowała we wsi Chołojów. 20 i 21 września ubezpieczała marsz grupy płk. Hanki-Kuleszy. 21 września w godzinach popołudniowych półkompania wspierała natarcie kompanii strzeleckiej z batalionu „Kraków” na wzgórza koło wsi Polskie Łany opanowane przez Wehrmacht. Tego samego dnia odpierała atak czołgów niemieckiej 4 Dywizji Lekkiej na Kamionkę Strumiłową. W trakcie walk pododdział uratował 4 baterię 40 pułku artylerii lekkiej oraz zniszczył jeden i unieszkodliwił dwa niemieckie czołgi, tracąc jeden własny. Wraz z wspieraną piechotą wzięto jeńców i zdobyto liczny sprzęt motorowy, samochody, motocykle, uszkodzony czołg, który naprawiono. 22 września pozostałe dwa czołgi i pojazdy kołowe półkompanii por. Jakubowicza podjęły marsz za kolumną 12 dywizjonu artylerii najcięższej, osłaniając od tyłu przemarsz artylerii Grupy „Dubno” do Mostów Wielkich. Z Mostów, 23 września, pododdział przemieścił się przez Bełz, Uhnowo, gdzie drogę grupie zagrodziła sowiecka piechota z czołgami. Kolumna półkompanii odjechała bocznymi drogami, z uwagi na usterkę spalony został przedostatni czołg. 24 września doszło do potyczki półkompanii, w jej wyniku zniszczony został jeden z samochodów ciężarowych, czołg stoczył pojedynek z czołgiem sowieckim, następnie z uwagi na brak paliwa i części zamiennych, zniszczono ostatni z posiadanych wozów pancernych. Dalszy marsz prowadzono w kierunku na Warszawę, przeprawiając się przez rzekę Huczwę, jadąc przez Rejowiec, Parczew, a 25 września osiągnięto Łuków. 26 września osiągnięto Żelechów, stąd przemieszczono się do majątku Borowe w pobliżu Miastkowa, gdzie chwilowo się zakwaterowano. 27 września patrol ppor. Z. Piaseckiego starł się niemieckim patrolem motocyklowym, zabijając 6 wrogów. Tego dnia pomiędzy Miastkowem, a Garwolinem natrafiono na oddział płk. dypl. Tadeusza Pełczyńskiego. Gdy Warszawa skapitulowała 29 września we wsi Filipówka półkompania została rozwiązana, pozostali tylko ochotnicy, innych zwolniono. Grupa dwunastu ochotników z por. Jakubowiczem, posługując się pojazdami, prowadziła działania do 7 października 1939 roku, niszcząc z zasadzki pojedyncze pojazdy wroga. Po otrzymaniu informacji o kapitulacji SGO „Polesie” we wsi Jagodne, grupę rozwiązano i zakończono działania bojowe w mundurach.

## Obsada personalna
- dowódca – por. Józef Jakubowicz z OZ Br. Panc. nr 1
- zastępca dowódcy – por. rez. inż. Witold Rychter z OZ Br. Panc. nr 1
- dowódca plutonu – ppor. rez. inż. Mieczysław Starorypiński
- dowódca plutonu – sierż. pchor. Zbigniew Piasecki
- dowódca czołgu – plut. pchor. Witold Pietraszewski (zginął 19 IX)
- kierowca (dowódca czołgu) – plut. pchor. Jerzy Bubley (zginął 21 IX)
- kierowca czołgu – plut. pchor. Wiesław Rohn (ranny 21 IX)
- dowódca czołgu – plut. pchor. Stefan Głowacki
- kierowca (dowódca czołgu) – plut. pchor. Tadeusz Pytlarz
- dowódca czołgu – plut. pchor. Roman Łukomski
- dowódca (kierowca) czołgu – plut. pchor. Witold Polseniusz
- dowódca drużyny techniczno-gospodarczej – sierż. pchor. rez. Ryszard Krygier (Kruger)?

## Czołgi
1. zniszczony 19 IX przez sowietów
2. spalony 19 IX przez załogę po walce z sowietami
3. zniszczony 20 IX przez załogę w trakcie marszu
4. zniszczony 21 IX przez Niemców
5. spalony 23 IX przez załogę
6. zniszczony 24 IX przez załogę